# Скунс Гумбольдта
Скунс Гумбольдта (лат. Conepatus humboldtii) — хищное млекопитающее семейства скунсовых, обитающее в Южной Америке. Вид назван в честь немецкого учёного Александра фон Гумбольдта (1769—1859).
Длина тела от 50 до 60 см, из которых 15—18 см приходится на хвост. Самки, как правило, немного меньше самцов. Масса составляет от 1,1 до 4,5 кг. Окраска меха чёрная, с двумя широкими, белыми полосами, которые тянутся от затылка до белого хвоста. Белый рисунок лица отсутствует.
Встречается в южной части Аргентины и прилегающих к ней районах Чили. Обитает в травянистых и кустарниковых областях и в скалистых обнажениях на высоте от 200 до 700 метров над уровнем моря, а также вблизи человеческого жилища. Этот вид солитарный и активен в основном в ночное время. Питается главным образом насекомыми, а также мелкими млекопитающими и фруктами.